# اسد آقا زوار تبریزی
اسدآقا زوار تبریزی از سیاستمداران ایرانی بود، که در دوره‌های ششم،  هفتم، دهم و یازدهم به‌عنوان نماینده حوزه انتخابیه ترشیز در مجلس شورای ملی حضور داشت.
حاج اسدآقا زوار چندین دوره در  اتاق بازرگانی تهران به عضویت درآمد. 